# Temporada 2019-20 de la NBA
La temporada 2019-20 de la NBA fue la septuagésimo cuarta temporada de la historia de la competición norteamericana de baloncesto. El Draft de la NBA se celebró el jueves 20 de junio de 2019, en el Barclays Center en Brooklyn, donde New Orleans Pelicans eligieron en la primera posición al alero Zion Williamson. El All-Star Game de la NBA se celebró el 16 de febrero de 2020 en el United Center de Chicago, Illinois.
El 11 de marzo de 2020, la temporada quedó suspendida hasta nueva notificación, debido a la pandemia de COVID-19. En el momento de la suspensión, los equipos habían disputado entre 63 y 67 encuentros.
El 4 de junio de 2020, el comisionado y los General Managers, llegaron a un acuerdo para reanudar la temporada el 30 de julio, medida aprobada por la Asociación de Jugadores al día siguiente. Siguiendo este acuerdo, se estableció un nuevo formato, donde únicamente 22 equipos volverían a jugar, disputando 8 partidos de liga regular antes de disputar los playoff en su formato habitual.

## Novedades

### Coach Challenge
Esta nueva norma ofrece a los entrenadores la oportunidad de revisar ciertas decisiones arbitrales ocurridas durante los partidos.
Este recurso puede ser solicitado durante todo el encuentro a excepción de los últimos dos minutos del último cuarto y los últimos dos minutos de la prórroga en caso de ser necesaria. Y únicamente en las tres situaciones siguientes:
- Una falta personal pitada en contra del propio equipo que la solicita.
- Una situación en la que el balón sale del campo.
- Un goaltending o tapón ilegal.

## Transacciones

### Agencia libre
Las negociaciones de la agencia libre se iniciaron el 30 de junio de 2019.

### Retiradas
- En septiembre de 2018, Dwyane Wade anunció sus intenciones de retirarse de la NBA al finalizar la temporada 2018–19. Wade jugó 16 temporadas con Miami Heat, Chicago Bulls y los Cleveland Cavaliers, ganando tres campeonatos con los Heat en 2006, 2012 y 2013.[6]
- El 1 de marzo de 2019, Channing Frye anunció su retirada. Frye jugó trece temporadas en la NBA, ganando un campeonato con los Cleveland Cavaliers en 2016.[7]
- El 9 de abril de 2019, Dirk Nowitzki anunció su retirada, tras 21 temporadas con los Dallas Mavericks, ganando un anillo en 2011.[8]
- El 5 de junio de 2019, Vince Carter anunció su intención de retirarse al término de la temporada 2019–20. Carter ha jugado en ocho franquicias diferentes en sus 22 años de carrera en la NBA.[9]
- El 10 de junio de 2019, Tony Parker anunció su retirada tras 18 temporadas y cuatro títulos con los San Antonio Spurs.[10]

### Cambios de entrenadores
| Fuera de la temporada | Fuera de la temporada | Fuera de la temporada |
| Equipo                | Temporada 2018-19     | Temporada 2019-20     |
| --------------------- | --------------------- | --------------------- |
| Cleveland Cavaliers   | Larry Drew            | John Beilein          |
| Los Angeles Lakers    | Luke Walton           | Frank Vogel           |
| Memphis Grizzlies     | J. B. Bickerstaff     | Taylor Jenkins        |
| Phoenix Suns          | Igor Kokoškov         | Monty Williams        |
| Sacramento Kings      | Dave Joerger          | Luke Walton           |

#### Tras el final de la temporada
- El 11 de abril de 2019, los Cleveland Cavaliers y Larry Drew rompieron su acuerdo tras la finalzación del contrato de Drew.[11]
- El 11 de abril de 2019, los Memphis Grizzlies despidieron a J. B. Bickerstaff tras casi dos temporadas.[12]
- El 11 de abril de 2019, los Sacramento Kings despidieron a Dave Joerger tras tres temporadas. El equipo no se clasificó para los playoffs por decimotercera vez consecutiva.[13][14]
- El 12 de abril de 2019, Los Angeles Lakers y el entrenador Luke Walton rompieron su acuerdo tras tres temporadas.[15]
- El 14 de abril de 2019, los Sacramento Kings contrataron a Luke Walton como nuevo entrenador.[16]
- El 22 de abril de 2019, los Phoenix Suns despidieron a Igor Kokoškov tras una temporada. El equipo no alcanzó los playoffs por novena temporada consecutiva.[17][18]
- El 3 de mayo de 2019, los  Phoenix Suns contrataron a Monty Williams como nuevo entrenador.[19][20]
- El 13 de mayo de 2019, los Cleveland Cavaliers contrataron a John Beilein como nuevo entrenador.[21]
- El 13 de mayo de 2019, Los Angeles Lakers contrataron a Frank Vogel como nuevo entrenador.[22]
- El 11 de junio de 2019, los Memphis Grizzlies contrataron a Taylor Jenkins como nuevo entrenador.[23]

## Clasificaciones antes del parón
Última actualización: Parón por el coronavirus. 12 de marzo de 2020
Entre paréntesis, puesto que ocupan en la clasificación de la Conferencia.

### Conferencia Este
| División Atlántico     | División Atlántico | División Atlántico | División Atlántico | División Atlántico | División Atlántico | División Atlántico |
| ---------------------- | ------------------ | ------------------ | ------------------ | ------------------ | ------------------ | ------------------ |
| Equipos                | G                  | P                  | PCT                | PV                 | PP                 | PPR                |
| Toronto Raptors (2)    | 46                 | 18                 | .719               | —                  | 113.0              | 106.5              |
| Boston Celtics (3)     | 43                 | 21                 | .672               | 3.0                | 113.0              | 106.8              |
| Philadelphia 76ers (6) | 39                 | 26                 | .600               | 7.5                | 109.6              | 107.4              |
| Brooklyn Nets (7)      | 30                 | 34                 | .469               | 16.0               | 110.8              | 111.4              |
| New York Knicks (13)   | 21                 | 45                 | .318               | 26.0               | 105.8              | 112.3              |

| División Central         | División Central | División Central | División Central | División Central | División Central | División Central |
| ------------------------ | ---------------- | ---------------- | ---------------- | ---------------- | ---------------- | ---------------- |
| Equipos                  | G                | P                | PCT              | PV               | PP               | PPR              |
| Milwaukee Bucks (1)      | 53               | 12               | .815             | —                | 118.6            | 107.4            |
| Indiana Pacers (5)       | 39               | 26               | .600             | 14.0             | 109.3            | 107.4            |
| Chicago Bulls (11)       | 22               | 43               | .338             | 31.0             | 106.8            | 109.9            |
| Detroit Pistons (12)     | 20               | 46               | .303             | 33.5             | 107.2            | 110.8            |
| Cleveland Cavaliers (15) | 19               | 46               | .292             | 34.0             | 106.9            | 114.8            |

| División Sureste       | División Sureste | División Sureste | División Sureste | División Sureste | División Sureste | División Sureste |
| ---------------------- | ---------------- | ---------------- | ---------------- | ---------------- | ---------------- | ---------------- |
| Equipos                | G                | P                | PCT              | PV               | PP               | PPR              |
| Miami Heat (4)         | 41               | 24               | .631             | —                | 112.2            | 108.9            |
| Orlando Magic (8)      | 30               | 35               | .462             | 11.0             | 106.4            | 107.3            |
| Washington Wizards (9) | 24               | 40               | .375             | 16.5             | 115.6            | 119.7            |
| Charlotte Hornets (10) | 23               | 42               | .354             | 18.0             | 102.9            | 109.6            |
| Atlanta Hawks (14)     | 20               | 47               | .299             | 22.0             | 111.8            | 119.7            |

### Conferencia Oeste
| División Noroeste           | División Noroeste | División Noroeste | División Noroeste | División Noroeste | División Noroeste | División Noroeste |
| --------------------------- | ----------------- | ----------------- | ----------------- | ----------------- | ----------------- | ----------------- |
| Equipos                     | G                 | P                 | PCT               | PV                | PP                | PPR               |
| Denver Nuggets (3)          | 43                | 22                | .662              | —                 | 110.4             | 107.4             |
| Utah Jazz (4)               | 41                | 23                | .641              | 1.5               | 111.0             | 107.9             |
| Oklahoma City Thunder (5)   | 40                | 24                | .625              | 2.5               | 110.8             | 108.3             |
| Portland Trail Blazers (9)  | 29                | 37                | .439              | 14.5              | 113.6             | 115.2             |
| Minnesota Timberwolves (14) | 19                | 45                | .297              | 23.5              | 113.3             | 117.5             |

| División Pacífico          | División Pacífico | División Pacífico | División Pacífico | División Pacífico | División Pacífico | División Pacífico |
| -------------------------- | ----------------- | ----------------- | ----------------- | ----------------- | ----------------- | ----------------- |
| Equipos                    | G                 | P                 | PCT               | PV                | PP                | PPR               |
| Los Angeles Lakers (1)     | 49                | 14                | .778              | —                 | 114.3             | 106.9             |
| Los Angeles Clippers (2)   | 44                | 20                | .688              | 5.5               | 116.2             | 109.7             |
| Sacramento Kings (11)      | 28                | 36                | .438              | 21.5              | 109.0             | 110.9             |
| Phoenix Suns (13)          | 26                | 39                | .400              | 24.0              | 112.6             | 113.9             |
| Golden State Warriors (15) | 15                | 50                | .231              | 35.0              | 106.3             | 115.0             |

| División Suroeste         | División Suroeste | División Suroeste | División Suroeste | División Suroeste | División Suroeste | División Suroeste |
| ------------------------- | ----------------- | ----------------- | ----------------- | ----------------- | ----------------- | ----------------- |
| Equipos                   | G                 | P                 | PCT               | PV                | PP                | PPR               |
| Houston Rockets (6)       | 40                | 24                | .625              | —                 | 118.1             | 114.4             |
| Dallas Mavericks (6)      | 40                | 27                | .597              | 1.5               | 116.4             | 110.3             |
| Memphis Grizzlies (8)     | 32                | 33                | .492              | 8.5               | 112.6             | 113.7             |
| New Orleans Pelicans (10) | 28                | 36                | .438              | 12.0              | 116.2             | 117.0             |
| San Antonio Spurs (12)    | 27                | 36                | .429              | 12.5              | 113.2             | 114.9             |

## Reanudación
La liga regular se reanudó el 30 de julio de 2020, con tan solo 22 equipos y por primera vez en la historia en una sede única, en el ESPN Wide World of Sports de Walt Disney World, en Orlando (Florida), sin público, debido a las medidas sanitarias tomadas por la pandemia de COVID-19.
Cada equipo disputará 8 encuentros que determinarán su plaza para los playoffs. Acabada esa corta regular season los siete primeros de cada conferencia se clasificarán directamente para playoffs. Si el octavo de cada conferencia tiene más de cuatro partidos de diferencia con el noveno, ese equipo también asegura su pase. Si la diferencia es menor a esos cuatro encuentros, el octavo y el noveno disputarán una corta eliminatoria play-in en la que el noveno necesitará ganar dos partidos seguidos mientras que al octavo le valdrá con ganar cualquier de ellos.

### Clasificación de los equipos participantes
Última actualización: 14 de agosto de 2020
Seeding Games: Son los ocho encuentros que cada equipo disputó en la "burbuja de Orlando".
| Conferencia Este       | Conferencia Este | Conferencia Este | Conferencia Este | Conferencia Este | Conferencia Este | Conferencia Este | Conferencia Este | Conferencia Este | Conferencia Este | Conferencia Este | Conferencia Este | Conferencia Este | Conferencia Este | Conferencia Este |
| ---------------------- | ---------------- | ---------------- | ---------------- | ---------------- | ---------------- | ---------------- | ---------------- | ---------------- | ---------------- | ---------------- | ---------------- | ---------------- | ---------------- | ---------------- |
| Equipos                | G                | P                | PCT              | PV               | PP               | PPR              | Seeding Games    | Seeding Games    | Seeding Games    | Seeding Games    | Seeding Games    | Seeding Games    | Seeding Games    | Seeding Games    |
| Milwaukee Bucks (1)    | 56               | 17               | .767             | —                | 118.7            | 108.6            | (1)              | (2)              | (3)              | (4)              | (5)              | (6)              | (7)              | (8)              |
| Toronto Raptors (2)    | 53               | 19               | .736             | 2.5              | 112.8            | 106.5            | (1)              | (2)              | (3)              | (4)              | (5)              | (6)              | (7)              | (8)              |
| Boston Celtics (3)     | 48               | 24               | .667             | 7.5              | 113.7            | 107.3            | (1)              | (2)              | (3)              | (4)              | (5)              | (6)              | (7)              | (8)              |
| Indiana Pacers (4)     | 45               | 28               | .616             | 11.0             | 109.4            | 107.5            | (1)              | (2)              | (3)              | (4)              | (5)              | (6)              | (7)              | (8)              |
| Miami Heat (5)         | 44               | 29               | .603             | 12.0             | 112.0            | 109.1            | (1)              | (2)              | (3)              | (4)              | (5)              | (6)              | (7)              | (8)              |
| Philadelphia 76ers (6) | 43               | 30               | .589             | 13.0             | 110.7            | 108.4            | (1)              | (2)              | (3)              | (4)              | (5)              | (6)              | (7)              | (8)              |
| Brooklyn Nets (7)      | 35               | 37               | .486             | 20.5             | 111.8            | 112.3            | (1)              | (2)              | (3)              | (4)              | (5)              | (6)              | (7)              | (8)              |
| Orlando Magic (8)      | 33               | 40               | .452             | 23.0             | 107.3            | 108.3            | (1)              | (2)              | (3)              | (4)              | (5)              | (6)              | (7)              | (8)              |
| Washington Wizards (9) | 25               | 47               | .347             | 30.5             | 114.4            | 119.1            | (1)              | (2)              | (3)              | (4)              | (5)              | (6)              | (7)              | (8)              |

| Conferencia Oeste          | Conferencia Oeste | Conferencia Oeste | Conferencia Oeste | Conferencia Oeste | Conferencia Oeste | Conferencia Oeste | Conferencia Oeste | Conferencia Oeste | Conferencia Oeste | Conferencia Oeste | Conferencia Oeste | Conferencia Oeste | Conferencia Oeste | Conferencia Oeste |
| -------------------------- | ----------------- | ----------------- | ----------------- | ----------------- | ----------------- | ----------------- | ----------------- | ----------------- | ----------------- | ----------------- | ----------------- | ----------------- | ----------------- | ----------------- |
| Equipos                    | G                 | P                 | PCT               | PV                | PP                | PPR               | Seeding Games     | Seeding Games     | Seeding Games     | Seeding Games     | Seeding Games     | Seeding Games     | Seeding Games     | Seeding Games     |
| Los Angeles Lakers (1)     | 52                | 19                | .732              | —                 | 113.4             | 107.6             | (1)               | (2)               | (3)               | (4)               | (5)               | (6)               | (7)               | (8)               |
| Los Angeles Clippers (2)   | 49                | 23                | .681              | 3.5               | 116.3             | 109.9             | (1)               | (2)               | (3)               | (4)               | (5)               | (6)               | (7)               | (8)               |
| Denver Nuggets (3)         | 46                | 27                | .630              | 7.0               | 111.3             | 109.2             | (1)               | (2)               | (3)               | (4)               | (5)               | (6)               | (7)               | (8)               |
| Houston Rockets (4)        | 44                | 28                | .611              | 8.5               | 117.8             | 114.8             | (1)               | (2)               | (3)               | (4)               | (5)               | (6)               | (7)               | (8)               |
| Oklahoma City Thunder (5)  | 44                | 28                | .611              | 8.5               | 110.4             | 108.4             | (1)               | (2)               | (3)               | (4)               | (5)               | (6)               | (7)               | (8)               |
| Utah Jazz (6)              | 44                | 28                | .611              | 8.5               | 111.3             | 108.8             | (1)               | (2)               | (3)               | (4)               | (5)               | (6)               | (7)               | (8)               |
| Dallas Mavericks (7)       | 43                | 32                | .573              | 11.0              | 117.0             | 112.1             | (1)               | (2)               | (3)               | (4)               | (5)               | (6)               | (7)               | (8)               |
| Portland Trail Blazers (8) | 35                | 39                | .473              | 18.5              | 115.0             | 116.1             | (1)               | (2)               | (3)               | (4)               | (5)               | (6)               | (7)               | (8)               |
| Memphis Grizzlies (9)      | 34                | 39                | .466              | 19.0              | 112.6             | 113.7             | (1)               | (2)               | (3)               | (4)               | (5)               | (6)               | (7)               | (8)               |
| Phoenix Suns (10)          | 34                | 39                | .466              | 19.0              | 113.6             | 113.4             | (1)               | (2)               | (3)               | (4)               | (5)               | (6)               | (7)               | (8)               |
| San Antonio Spurs (11)     | 32                | 39                | .451              | 20.0              | 114.1             | 115.2             | (1)               | (2)               | (3)               | (4)               | (5)               | (6)               | (7)               | (8)               |
| Sacramento Kings (12)      | 31                | 41                | .431              | 21.5              | 110.1             | 112.1             | (1)               | (2)               | (3)               | (4)               | (5)               | (6)               | (7)               | (8)               |
| New Orleans Pelicans (13)  | 30                | 42                | .417              | 22.5              | 115.8             | 117.1             | (1)               | (2)               | (3)               | (4)               | (5)               | (6)               | (7)               | (8)               |

- Los 8 equipos restantes quedan excluidos para la finalización de esta temporada, al no tener posibilidades de acceder a playoffs.

### Eliminatoria 'Play-In'
Este tipo de eliminatoria la disputarían el octavo y noveno de cada conferencia, y el ganador ocuparía el octavo puesto de playoffs. Serían dos partidos en los que el equipo clasificado en octava posición le bastaría con ganar uno de ellos, mientras que el equipo clasificado en novena posición tendría que ganar los dos. 
En el Este no hubo opción de Play-In por lo que únicamente se disputaron estos partidos de clasificación en la Conferencia Oeste. Esta es la primera vez en la historia de la NBA, que una plaza para postemporada se decide de esta manera.
| Play-In Conferencia Oeste | Play-In Conferencia Oeste | Play-In Conferencia Oeste | Play-In Conferencia Oeste |
| ------------------------- | ------------------------- | ------------------------- | ------------------------- |
| Octavo                    | Noveno                    | Partido 1                 | Partido 2                 |
| Portland Trail Blazers    | Memphis Grizzlies         | 126-122                   | No necesario              |

- En negrita equipo clasificado.

## Playoffs
Los Playoffs de la NBA de 2020 dieron comienzo el lunes 17 de agosto de 2020 y terminaron con las Finales de la NBA de 2020.
|  | Primera ronda     | Primera ronda          | Primera ronda   |   |                 | Semifinales de Conferencia | Semifinales de Conferencia | Semifinales de Conferencia |  |    | Finales de Conferencia | Finales de Conferencia | Finales de Conferencia |  |    | Finales de la NBA | Finales de la NBA | Finales de la NBA |
|  |                   |                        |                 |   |                 |                            |                            |                            |  |    |                        |                        |                        |  |    |                   |                   |                   |
|  | E1                | Milwaukee Bucks        | 4               |   |                 |                            |                            |                            |  |    |                        |                        |                        |  |    |                   |                   |                   |
|  | E8                | Orlando Magic          | 1               |   |                 |                            |                            |                            |  |    |                        |                        |                        |  |    |                   |                   |                   |
|  | E8                | Orlando Magic          | 1               |   | E1              | Milwaukee Bucks            | 1                          |                            |  |    |                        |                        |                        |  |    |                   |                   |                   |
|  |                   |                        |                 |   | E1              | Milwaukee Bucks            | 1                          |                            |  |    |                        |                        |                        |  |    |                   |                   |                   |
|  |                   | E5                     | Miami Heat      | 4 |                 |                            |                            |                            |  |    |                        |                        |                        |  |    |                   |                   |                   |
|  | E4                | E5                     | Miami Heat      | 4 | Indiana Pacers  | 0                          |                            |                            |  |    |                        |                        |                        |  |    |                   |                   |                   |
|  | E4                |                        |                 |   | Indiana Pacers  | 0                          |                            |                            |  |    |                        |                        |                        |  |    |                   |                   |                   |
|  | E5                | Miami Heat             | 4               |   |                 |                            |                            |                            |  |    |                        |                        |                        |  |    |                   |                   |                   |
|  | E5                | Miami Heat             | 4               |   |                 |                            |                            |                            |  | E5 | Miami Heat             | 4                      |                        |  |    |                   |                   |                   |
|  | Conferencia Este  |                        |                 |   |                 |                            |                            |                            |  | E5 | Miami Heat             | 4                      |                        |  |    |                   |                   |                   |
|  |                   | E3                     | Boston Celtics  | 2 |                 |                            |                            |                            |  |    |                        |                        |                        |  |    |                   |                   |                   |
|  | E3                | E3                     | Boston Celtics  | 2 | Boston Celtics  | 4                          |                            |                            |  |    |                        |                        |                        |  |    |                   |                   |                   |
|  | E3                |                        |                 |   | Boston Celtics  | 4                          |                            |                            |  |    |                        |                        |                        |  |    |                   |                   |                   |
|  | E6                | Philadelphia 76ers     | 0               |   |                 |                            |                            |                            |  |    |                        |                        |                        |  |    |                   |                   |                   |
|  | E6                | Philadelphia 76ers     | 0               |   | E3              | Boston Celtics             | 4                          |                            |  |    |                        |                        |                        |  |    |                   |                   |                   |
|  |                   |                        |                 |   | E3              | Boston Celtics             | 4                          |                            |  |    |                        |                        |                        |  |    |                   |                   |                   |
|  |                   | E2                     | Toronto Raptors | 3 |                 |                            |                            |                            |  |    |                        |                        |                        |  |    |                   |                   |                   |
|  | E2                | E2                     | Toronto Raptors | 3 | Toronto Raptors | 4                          |                            |                            |  |    |                        |                        |                        |  |    |                   |                   |                   |
|  | E2                |                        |                 |   | Toronto Raptors | 4                          |                            |                            |  |    |                        |                        |                        |  |    |                   |                   |                   |
|  | E7                | Brooklyn Nets          | 0               |   |                 |                            |                            |                            |  |    |                        |                        |                        |  |    |                   |                   |                   |
|  | E7                | Brooklyn Nets          | 0               |   |                 |                            |                            |                            |  |    |                        |                        |                        |  | E5 | Miami Heat        | 2                 |                   |
|  |                   |                        |                 |   |                 |                            |                            |                            |  |    |                        |                        |                        |  | E5 | Miami Heat        | 2                 |                   |
|  |                   | O1                     | L.A. Lakers     | 4 |                 |                            |                            |                            |  |    |                        |                        |                        |  |    |                   |                   |                   |
|  | O1                | O1                     | L.A. Lakers     | 4 | L.A. Lakers     | 4                          |                            |                            |  |    |                        |                        |                        |  |    |                   |                   |                   |
|  | O1                |                        |                 |   | L.A. Lakers     | 4                          |                            |                            |  |    |                        |                        |                        |  |    |                   |                   |                   |
|  | O8                | Portland Trail Blazers | 1               |   |                 |                            |                            |                            |  |    |                        |                        |                        |  |    |                   |                   |                   |
|  | O8                | Portland Trail Blazers | 1               |   | O1              | L.A. Lakers                | 4                          |                            |  |    |                        |                        |                        |  |    |                   |                   |                   |
|  |                   |                        |                 |   | O1              | L.A. Lakers                | 4                          |                            |  |    |                        |                        |                        |  |    |                   |                   |                   |
|  |                   | O4                     | Houston Rockets | 1 |                 |                            |                            |                            |  |    |                        |                        |                        |  |    |                   |                   |                   |
|  | O4                | O4                     | Houston Rockets | 1 | Houston Rockets | 4                          |                            |                            |  |    |                        |                        |                        |  |    |                   |                   |                   |
|  | O4                |                        |                 |   | Houston Rockets | 4                          |                            |                            |  |    |                        |                        |                        |  |    |                   |                   |                   |
|  | O5                | Oklahoma City Thunder  | 3               |   |                 |                            |                            |                            |  |    |                        |                        |                        |  |    |                   |                   |                   |
|  | O5                | Oklahoma City Thunder  | 3               |   |                 |                            |                            |                            |  | O1 | L.A. Lakers            | 4                      |                        |  |    |                   |                   |                   |
|  | Conferencia Oeste |                        |                 |   |                 |                            |                            |                            |  | O1 | L.A. Lakers            | 4                      |                        |  |    |                   |                   |                   |
|  |                   | O3                     | Denver Nuggets  | 1 |                 |                            |                            |                            |  |    |                        |                        |                        |  |    |                   |                   |                   |
|  | O3                | O3                     | Denver Nuggets  | 1 | Denver Nuggets  | 4                          |                            |                            |  |    |                        |                        |                        |  |    |                   |                   |                   |
|  | O3                |                        |                 |   | Denver Nuggets  | 4                          |                            |                            |  |    |                        |                        |                        |  |    |                   |                   |                   |
|  | O6                | Utah Jazz              | 3               |   |                 |                            |                            |                            |  |    |                        |                        |                        |  |    |                   |                   |                   |
|  | O6                | Utah Jazz              | 3               |   | O3              | Denver Nuggets             | 4                          |                            |  |    |                        |                        |                        |  |    |                   |                   |                   |
|  |                   |                        |                 |   | O3              | Denver Nuggets             | 4                          |                            |  |    |                        |                        |                        |  |    |                   |                   |                   |
|  |                   | O2                     | L.A. Clippers   | 3 |                 |                            |                            |                            |  |    |                        |                        |                        |  |    |                   |                   |                   |
|  | O2                | O2                     | L.A. Clippers   | 3 | L.A. Clippers   | 4                          |                            |                            |  |    |                        |                        |                        |  |    |                   |                   |                   |
|  | O2                |                        |                 |   | L.A. Clippers   | 4                          |                            |                            |  |    |                        |                        |                        |  |    |                   |                   |                   |
|  | O7                | Dallas Mavericks       | 2               |   |                 |                            |                            |                            |  |    |                        |                        |                        |  |    |                   |                   |                   |

## Estadísticas

### Líderes estadísticas individuales
| Categoría               | Jugador               | Equipo                 | Estadística |
| ----------------------- | --------------------- | ---------------------- | ----------- |
| Puntos por partido      | James Harden          | Houston Rockets        | 34.3        |
| Rebotes por partido     | Andre Drummond        | Detroit Pistons        | 15.2        |
| Asistencias por partido | LeBron James          | Los Angeles Lakers     | 10.2        |
| Robos por partido       | Ben Simmons           | Philadelphia 76ers     | 2.1         |
| Tapones por partido     | Hassan Whiteside      | Portland Trail Blazers | 2.9         |
| Pérdidas por partido    | Trae Young            | Atlanta Hawks          | 4.8         |
| Faltas por partido      | Jaren Jackson Jr.     | Memphis Grizzlies      | 4.1         |
| Minutos por partido     | Damian Lillard        | Portland Trail Blazers | 37.5        |
| % Tiros de campo        | Mitchell Robinson     | New York Knicks        | 74.2%       |
| % Tiros libres          | Duncan Robinson       | Miami Heat             | 93.1%       |
| % Triples               | George Hill           | Milwaukee Bucks        | 46.0%       |
| Eficiencia por partido  | Giannis Antetokounmpo | Milwaukee Bucks        | 34.6        |
| Doble-dobles            | Giannis Antetokounmpo | Milwaukee Bucks        | 56          |
| Triple-dobles           | Luka Dončić           | Dallas Mavericks       | 17          |

### Máximos individuales en un partido
| Categoría   | Jugador | Equipo | Estadística |
| ----------- | --- | --- | ----------- |
| Puntos      | Damian Lillard                                                                                               | Portland Trail Blazers | 61          |
| Rebotes     | Jonas Valančiūnas                                                                                            | Memphis Grizzlies | 25          |
| Asistencias | LeBron James Luka Dončić                                                                                     | Los Angeles Lakers Dallas Mavericks                                                                                         | 19          |
| Robos       | - Ben Simmons - Fred VanVleet - Jonathan Isaac - Elfrid Payton - Dennis Smith Jr. - OG Anunoby - Ricky Rubio | - Philadelphia 76ers - Toronto Raptors - Orlando Magic - New York Knicks - New York Knicks - Toronto Raptors - Phoenix Suns | 7           |
| Tapones     | Hassan Whiteside                                                                                             | Portland Trail Blazers | 10          |
| Triples     | Zach LaVine                                                                                                  | Chicago Bulls | 13          |

## Premios

### Reconocimientos individuales
| Premio                                   | Ganador(es)                             | Finalistas                                                                  |
| ---------------------------------------- | --------------------------------------- | --------------------------------------------------------------------------- |
| MVP de la Temporada                      | Giannis Antetokounmpo (Milwaukee Bucks) | James Harden (Houston Rockets) LeBron James (Los Angeles Lakers)            |
| Mejor Defensor                           | Giannis Antetokounmpo (Milwaukee Bucks) | Anthony Davis (Los Angeles Lakers) Rudy Gobert (Utah Jazz)                  |
| Rookie del Año                           | Ja Morant (Memphis Grizzlies)           | Kendrick Nunn (Miami Heat) Zion Williamson (New Orleans Pelicans)           |
| Mejor Sexto Hombre                       | Montrezl Harrell (Los Angeles Clippers) | Dennis Schröder (Oklahoma City Thunder) Lou Williams (Los Angeles Clippers) |
| Jugador Más Mejorado                     | Brandon Ingram (New Orleans Pelicans)   | Bam Adebayo (Miami Heat) Luka Dončić (Dallas Mavericks)                     |
| Entrenador del Año                       | Nick Nurse (Toronto Raptors)            | Mike Budenholzer (Milwaukee Bucks) Billy Donovan (Oklahoma City Thunder)    |
| Ejecutivo del Año                        | Lawrence Frank (Los Angeles Clippers)   | Sam Presti (Oklahoma City Thunder) Pat Riley (Miami Heat)                   |
| Jugador Más Deportivo                    | Vince Carter (Atlanta Hawks)            | Garrett Temple (Brooklyn Nets) Steven Adams (Oklahoma City Thunder)         |
| Premio Mejor Ciudadano J. Walter Kennedy | Malcolm Brogdon (Indiana Pacers)        |                                                                             |
| Compañero del Año                        | Jrue Holiday (New Orleans Pelicans)     | Tobias Harris (Philadelphia 76ers) Kyle Korver (Milwaukee Bucks)            |
| Premio Hustle                            | Montrezl Harrell (Los Angeles Clippers) |                                                                             |

| - Mejor quinteto: - F Giannis Antetokounmpo, Milwaukee Bucks - F LeBron James, Los Angeles Lakers - C Anthony Davis, Los Angeles Lakers - G Luka Dončić, Dallas Mavericks - G James Harden, Houston Rockets | - 2.º mejor quinteto: - F Kawhi Leonard, Los Angeles Clippers - F Pascal Siakam, Toronto Raptors - C Nikola Jokić, Denver Nuggets - G Chris Paul, Oklahoma City Thunder - G Damian Lillard, Portland Trail Blazers | - 3.er mejor quinteto: - F Jayson Tatum, Boston Celtics - F Jimmy Butler, Miami Heat - C Rudy Gobert, Utah Jazz - G Ben Simmons, Philadelphia 76ers - G Russell Westbrook, Houston Rockets |

| - Mejor quinteto defensivo: - F Giannis Antetokounmpo, Milwaukee Bucks - F Anthony Davis, Los Angeles Lakers - C Rudy Gobert, Utah Jazz - G Ben Simmons, Philadelphia 76ers - G Marcus Smart, Boston Celtics | - 2.º mejor quinteto defensivo: - F Bam Adebayo, Miami Heat - F Kawhi Leonard, Los Angeles Clippers - C Brook Lopez, Milwaukee Bucks - G Eric Bledsoe, Milwaukee Bucks - G Patrick Beverley, Los Angeles Clippers |

| - Mejor quinteto de rookies: - Ja Morant, Memphis Grizzlies - Kendrick Nunn, Miami Heat - Brandon Clarke, Memphis Grizzlies - Zion Williamson, New Orleans Pelicans - Eric Paschall, Golden State Warriors | - 2.º mejor quinteto de rookies: - Tyler Herro, Miami Heat - Terence Davis, Toronto Raptors - Coby White, Chicago Bulls - P. J. Washington, Charlotte Hornets - Rui Hachimura, Washington Wizards |

| Premio                               | Ganador(es) |
| ------------------------------------ | --- |
| MVP de los Seeding Games             | Damian Lillard (Portland Trail Blazers) |
| Mejor quinteto Seeding Games         | Devin Booker (Phoenix Suns) Luka Dončić (Dallas Mavericks) Damian Lillard (Portland Trail Blazers) James Harden (Houston Rockets) T. J. Warren (Indiana Pacers)            |
| Segundo mejor quinteto Seeding Games | Giannis Antetokounmpo (Milwaukee Bucks) Kawhi Leonard (LA Clippers) Kristaps Porziņģis (Dallas Mavericks) Caris LeVert (Brooklyn Nets) Michael Porter Jr. (Denver Nuggets) |
| Mejor entrenador Seeding Games       | Monty Williams (Phoenix Suns) |

### Jugadores de la semana
| Semana                            | Conferencia Este                              | Conferencia Oeste                                 | Ref.          |
| --------------------------------- | --------------------------------------------- | ------------------------------------------------- | ------------- |
| 22 al 27 de octubre               | Trae Young (Atlanta Hawks) (1/1)              | Karl-Anthony Towns (Minnesota Timberwolves) (1/1) | [ 38 ]        |
| 28 de octubre al 3 de noviembre   | Giannis Antetokounmpo (Milwaukee Bucks) (1/4) | Anthony Davis (Los Angeles Lakers) (1/2)          | [ 39 ]        |
| 4 al 10 de noviembre              | Pascal Siakam (Toronto Raptors) (1/2)         | James Harden (Houston Rockets) (1/2)              | [ 40 ]        |
| 11 al 17 de noviembre             | Nikola Vučević (Orlando Magic) (1/1)          | James Harden (Houston Rockets) (2/2)              | [ 41 ]        |
| 18 al 24 de noviembre             | Spencer Dinwiddie (Brooklyn Nets) (1/1)       | Luka Dončić (Dallas Mavericks) (1/1)              | [ 42 ]        |
| 25 de noviembre al 1 de diciembre | Giannis Antetokounmpo (Milwaukee Bucks) (2/4) | Carmelo Anthony (Portland Trail Blazers) (1/1)    | [ 43 ]        |
| 2 al 8 de diciembre               | Jimmy Butler (Miami Heat) (1/1)               | Anthony Davis (Los Angeles Lakers) (2/2)          | [ 44 ]        |
| 9 al 15 de diciembre              | Bam Adebayo (Miami Heat) (1/1)                | LeBron James (Los Angeles Lakers) (1/3)           | [ 45 ]        |
| 16 al 22 de diciembre             | Kyle Lowry (Toronto Raptors) (1/1)            | Dennis Schröder (Oklahoma City Thunder) (1/1)     | [ 46 ]        |
| 23 al 29 de diciembre             | Jaylen Brown (Boston Celtics) (1/2)           | Brandon Ingram (New Orleans Pelicans) (1/1)       | [ 47 ] [ 48 ] |
| 30 de diciembre - 5 de enero      | Giannis Antetokounmpo (Milwaukee Bucks) (3/4) | LeBron James (Los Angeles Lakers) (2/3)           | [ 49 ]        |
| 6 al 12 de enero                  | Josh Richardson (Philadelphia 76ers) (1/1)    | DeMar DeRozan (San Antonio Spurs) (1/1)           | [ 50 ]        |
| 13 al 19 de enero                 | Ben Simmons (Philadelphia 76ers) (1/1)        | Kawhi Leonard (Los Angeles Clippers) (1/1)        | [ 51 ]        |
| 20 al 26 de enero                 | Pascal Siakam (Toronto Raptors) (2/2)         | Damian Lillard (Portland Trail Blazers) (1/1)     | [ 52 ] [ 53 ] |
| 27 de enero al 2 de febrero       | Jaylen Brown (Boston Celtics) (2/2)           | Damian Lillard (Portland Trail Blazers) (2/2)     | [ 54 ]        |
| 3 al 9 de febrero                 | Jayson Tatum (Boston Celtics) (1/1)           | Nikola Jokić (Denver Nuggets) (1/1)               | [ 55 ] [ 56 ] |
| 24 de febrero al 1 de marzo       | Giannis Antetokounmpo (Milwaukee Bucks) (4/4) | Kristaps Porziņģis (Dallas Mavericks) (1/1)       | [ 57 ] [ 58 ] |
| 2 al 8 de marzo                   | Norman Powell (Toronto Raptors) (1/1)         | LeBron James (Los Angeles Lakers) (3/3)           | [ 59 ]        |

### Jugadores del Mes
Los siguientes jugadores fueron nombrados Jugadores del Mes de las Conferencias Este y Oeste.
| Mes               | Conferencia Este                              | Conferencia Oeste                       | Ref.   |
| ----------------- | --------------------------------------------- | --------------------------------------- | ------ |
| octubre/noviembre | Giannis Antetokounmpo (Milwaukee Bucks) (1/3) | Luka Dončić (Dallas Mavericks) (1/1)    | [ 60 ] |
| diciembre         | Giannis Antetokounmpo (Milwaukee Bucks) (2/3) | James Harden (Houston Rockets) (1/1)    | [ 61 ] |
| enero             | Giannis Antetokounmpo (Milwaukee Bucks) (3/3) | LeBron James (Los Angeles Lakers) (1/2) | [ 62 ] |
| febrero           | Jayson Tatum (Boston Celtics) (1/1)           | LeBron James (Los Angeles Lakers) (2/2) | [ 63 ] |

### Rookies del Mes
Los siguientes jugadores fueron nombrados Rookie del Mes de las Conferencias Este y Oeste.
| Mes               | Conferencia Este                 | Conferencia Oeste                            | Ref.          |
| ----------------- | -------------------------------- | -------------------------------------------- | ------------- |
| octubre/noviembre | Kendrick Nunn (Miami Heat) (1/2) | Ja Morant (Memphis Grizzlies) (1/2)          | [ 64 ] [ 65 ] |
| diciembre         | Kendrick Nunn (Miami Heat) (2/2) | Ja Morant (Memphis Grizzlies) (2/2)          | [ 66 ] [ 67 ] |
| enero             | Kendrick Nunn (Miami Heat) (3/3) | Ja Morant (Memphis Grizzlies) (3/3)          | [ 68 ] [ 69 ] |
| febrero           | Coby White (Chicago Bulls) (1/1) | Zion Williamson (New Orleans Pelicans) (1/1) | [ 70 ] [ 71 ] |

### Entrenadores del Mes
Los siguientes entrenadores fueron nombrados Entrenadores del Mes de las Conferencias Este y Oeste.
| Mes               | Conferencia Este                         | Conferencia Oeste                           | Ref.          |
| ----------------- | ---------------------------------------- | ------------------------------------------- | ------------- |
| octubre/noviembre | Nick Nurse (Toronto Raptors) (1/1)       | Frank Vogel (Los Angeles Lakers) (1/1)      | [ 72 ] [ 73 ] |
| diciembre         | Mike Budenholzer (Milwaukee Bucks) (1/2) | Billy Donovan (Oklahoma City Thunder) (1/1) | [ 74 ] [ 75 ] |
| enero             | Nick Nurse (Toronto Raptors) (2/3)       | Taylor Jenkins (Memphis Grizzlies) (1/1)    | [ 76 ] [ 77 ] |
| febrero           | Mike Budenholzer (Milwaukee Bucks) (2/2) | Mike D'Antoni (Houston Rockets) (1/1)       | [ 78 ] [ 79 ] |